# Aadorf
Aadorf es una comuna suiza del cantón de Turgovia, ubicada en el distrito de Münchwilen. Limita al norte con las comunas de Matzingen y Frauenfeld, al este con Wängi, al sur con Bichelsee-Balterswil y Turbenthal (ZH), y al oeste con Hofstetten bei Elgg (ZH), Elgg (ZH) y Hagenbuch (ZH).
Hasta el 31 de diciembre de 2010 situada en el distrito de Frauenfeld.

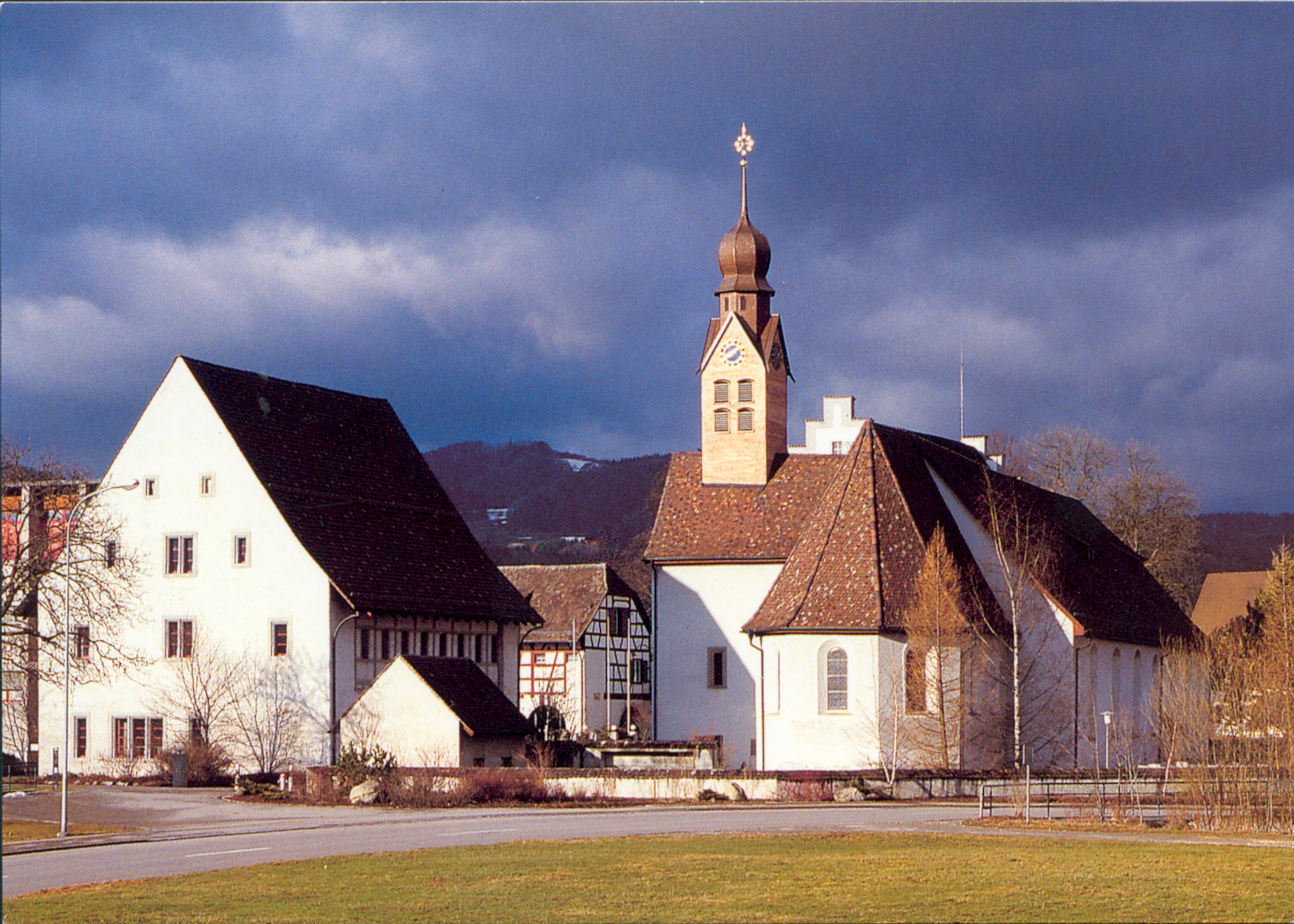
Claustro de Tänikon